# Stephanocampta yaosekoensis
Stephanocampta yaosekoensis är en stekelart som beskrevs av Mathot 1966. Stephanocampta yaosekoensis ingår i släktet Stephanocampta och familjen dvärgsteklar.
Artens utbredningsområde är Kongo. Inga underarter finns listade i Catalogue of Life.